# エコー (スター・ウォーズ)
CT-21-0408およびCT-1409 "エコー"（Echo）は、『スター・ウォーズ/クローン・ウォーズ』の銀河共和国における共和国グランド・アーミーに所属するエリート兵「ARCトルーパー」（アドバンスト・レコン・コマンドー）である。

## 概要
ジェダイ将軍アナキン・スカイウォーカーやコマンダー・アソーカ・タノ、キャプテン・レックスの指揮下にある第501軍団（第501大隊）に所属し、同じくARCトルーパーの同期であるファイヴスやジェシーらと共に数々の任務に参加した。
分離主義勢力によってシタデル刑務所に捉えられたジェダイマスター「イーヴン・ピール」の救出任務のさなか、エコーは仲間と上官が脱出シャトルへ乗り込むための道を切り開くため、敵に大胆な攻撃を仕掛けた。しかし、バトル・ドロイドによる集中的な攻撃により背後にあったシャトルが大破し、爆発に巻き込まれたエコーは重症を負った。救出チームはエコーが戦死したものと認めたが、遺体の回収は困難であるとして先を急いだ。
実際には瀕死の重症でありながらも生存していたため、分離主義勢力は彼を捕虜として収監。テクノユニオンのワット・タンバーはエコーを生きたままサイボーグに改造し、キャプテン・レックスの考案した共和国の戦略アルゴリズム等の作戦情報を引き出すことに成功した。
クローン戦争末期、分離主義勢力のトレンチ提督は共和国の造船所を狙ったアナクセスの戦いでエコーから引き出したアルゴリズムを利用している。
キャプテン・レックスは自身がエコーらと共に考案した戦略が全て読まれていることに気づき、エコーが生存していると仮定した。ジェダイ将軍アナキン・スカイウォーカーを指揮官にクローンフォース99（バッド・バッチ/不良分隊）と第501軍団（第501大隊）の精鋭で編成された救出作戦により、惑星スカコ・マイナーでエコーは解放された。
エコーはテクノユニオンによって改造されたサイバネティクスボディを用いて敵のコンピュータに侵入し、アナクセスの戦いを共和国軍の勝利へ導く。アナクセスの勝利を期にエコーはクローンフォース99の一員となり、第501軍団（第501大隊）からは離隊することとなる。
しばらくバッド・バッチと任務をこなした後、エコーは再びキャプテン・レックスと合流し、クローン反乱ネットワークおよび反乱同盟軍の設立に貢献する。

## アニメーション
新三部作/プリクエル・トリロジーに関連するアニメーションシリーズでは、声優のディー・ブラッドリー・ベイカーが全てのクローン・トルーパーの声を務めている。日本語吹替版においては、クローン・トルーパーに関わる全作品を金田明夫が担当した。